# Erich Ledersberger
Erich Ledersberger (* 1951 in Wien) ist ein österreichischer Lehrer, Schriftsteller und ehemaliger Mit-Herausgeber der Schulhefte, einer pädagogischen Taschenbuchreihe.

## Leben
Erich Ledersberger besuchte die Volksschule und das Realgymnasium in Simmering. Nach der Matura studierte er an der Hochschule für Welthandel in Wien. Er lebte einige Jahre in Bonn und Berlin und arbeitete als Redakteur und Herausgeber. Er arbeitete als Lehrer für Medieninformatik, Videoproduktion und Betriebswirtschaft am Medienkolleg in Innsbruck. Seit 2000 betreibt er den Blog www.kakanien.eu und lebt seit 1998 in Innsbruck, Tirol.

## Werke
| - Fünf Sieben Fünf – 34 Haikus mit 34 Radierungen. BoD. 2019. ISBN 9783748182467 - Als mein Ich verschwand – Kurzgeschichten. BoD. 2017. ISBN 9783744809887 - Ich bin so VIELE – Kurzgeschichten. BoD. 2014. ISBN 978-3-7357-9380-5 - Filzbuch 01 – Politische Satiren. 2008 - Maria fährt. – Erzählung. Kyrene Verlag. 2004 - Schnitzel mit Beilage – Satiren Innsbruck: www.kakanien.com. 2002. ISBN 3-8311-2139-7 - Wiener Brut – Satiren. Rororo. 1986 - Alles im Lot – Kurzerzählungen. Verlag FF&LM. 1984 - Vorsicht: Glatteisgefahr – Gedichte. Eigenverlag. 1982 | - Monatliche Kolumne in der Programmzeitschrift „Innsider“, Innsbruck - Radio Kakanien auf Freirad Innsbruck: Kommentare und Gespräche und Musik, 2008–2009 - Ein Autor sieht rot: Theaterstück, Bunte Bühne; Aufführungen in Wien und Dortmund - Die kleinen Verzweiflungen: Feature, ORF – Wien - Das Friedensspiel: Hörspiel, ORF – Wien - Gerhard Weiner wäre nicht tot: Theaterstück, Sessler-Verlag; Hörspiel, ORF – Salzburg - Watzmann: Beiträge in dem österreichischen Satiremagazin - Kurzerzählungen und Gedichte in verschiedenen Anthologien bei Rowohlt, Bertelsmann, Goldmann, ndl u. a. - Satirische Rundfunkserien und TV-Beiträge für ORF, DRS, SWF, NDR, SDR |

## Rezensionen
Zu der Satire Schnitzel mit Beilage schrieb der Schriftsteller Helmuth Schönauer im Mai 2002: „Trotz ihrer Kritik und Schärfe sind die Texte Erich Ledersbergers immer auch mit einem Haltegriff ausgestattet, sodass man sich beim Lesen nicht selbst schneidet, wohl aber den Genuß eines scharfen Messers zu Gespür bekommt.“